# استان تالارا
استان تالارا (به اسپانیایی: Provincia de Talara) یک استان در پرو است که در منطقه پیورا واقع شده‌است. استان تالارا ۲٬۷۹۹٫۴۹ کیلومتر مربع مساحت و ۱۴۴٬۱۵۰ نفر جمعیت دارد و ۲٬۱۷۸ متر بالاتر از سطح دریا واقع شده‌است.